# Sesamia viettei
Sesamia viettei är en fjärilsart som beskrevs av Charles E. Rungs 1954. Sesamia viettei ingår i släktet Sesamia och familjen nattflyn. Inga underarter finns listade i Catalogue of Life.